# Kush (canabis)
Kush (También llamado Hindú Kush) es una variedad de Cannabis indica. Los orígenes de Kush Cannabis provienen de plantas autóctonas, principalmente en Afganistán, Irán, el norte de Pakistán y el noroeste de la India cuyo nombre proviene de la cadena montañosa Hindu Kush en Asia Central. Las variedades de cannabis "Hindu Kush" fueron llevadas a los Estados Unidos a mediados y finales de la década de 1970 y continúan disponibles hasta el día de hoy. 
Las cepas Kush se encontraban entre las cultivadas por la firma británica GW Pharmaceuticals para su ensayo comercial legalmente autorizado de cannabis medicinal.